# Narosodes punctana
Narosodes punctana är en fjärilsart som beskrevs av Walker 1863. Narosodes punctana ingår i släktet Narosodes och familjen björnspinnare. Inga underarter finns listade i Catalogue of Life.